# Hnæf
|  | Dieser Artikel oder Abschnitt wurde wegen inhaltlicher Mängel auf der Qualitätssicherungsseite des Projekts Germanen eingetragen. Dies geschieht, um die Qualität der Artikel aus diesem Themengebiet auf ein akzeptables Niveau zu bringen. Bitte hilf mit, die Mängel dieses Artikels zu beseitigen, und beteilige dich an der Diskussion! |

Hnæf (* im fünften Jahrhundert † 450?), Sohn des Hoc, war dem altenglischen Epos Beowulf und dem Finnsburg-Fragment zufolge ein dänischer Prinz.
Er hatte eine Schwester namens Hildeburh, die mit Finn, dem Anführer der Friesen, verheiratet war. Angeblich wurde er während eines Besuches bei seinem Schwager und seiner Schwester in der Burg von Finn von friesischen Kriegern überfallen und getötet.
Hnæf kann außerhalb literarischer Quellen nicht belegt werden, es könnte sich also um eine mythologische Figur handeln. Allerdings halten Wissenschaftler wie etwa J.R.R. Tolkien die Finnsburg-Saga für eine auf historischen Ereignissen basierende Geschichte.
Der Historiker Hans Jänichen diskutierte 1976 einen Vergleich der Vater-Sohn-Beziehung von Hoc und Hnæf (welche neben dem Heldengedicht Beowulf und dem Finnsburg-Fragment auch in der altenglischen Dichtung Widsith vorkommen) mit dem historisch belegten Alamannenherzog Huoching und dessen Sohn Hnabi. Sie könnten Pate gestanden haben für eine spätere germanische Heldendichtung über Hoc und Hnaef. Jänichen folgte hier einer früheren Überlegung aus dem Jahre 1849, welche John Mitchell Kemble in seiner „History of the Saxons“ in England anstellte.
Doch sowohl in Sachen Ort und Zeit hat diese Theorie Schwächen: Das Siedlungsgebiet der Alamannen lag weit südlicher als das der Friesen oder Dänen. Ein enger kultureller Zusammenhang bestand somit kaum. Außerdem starb Huoching im Jahr 744, also etwa 300 Jahre nach dem vermuteten Tod seines angeblichen Sohnes Hnæf.